# En defensa de la Ley Manilia
En defensa de la Ley Manilia, (en latín Pro Lege Manilia, conocido también como Sobre el mandato de Gneo Pompeyo, en latín De imperio Gn. Pompei) fue un discurso pronunciado por el orador romano Marco Tulio Cicerón en el 66 a. C. con respecto a la Ley Manilia, que proponía conferirle a Pompeyo el Grande el mando de la tercera guerra mitridática. El discurso como objetivo principal potenciar el entusiasmo por Pompeyo que los oyentes ya tenían. impulsar su carrera política hacia el consulado, el cual consiguió en 63 a. C.

## Contexto histórico
La lex Manilia proponía conferir todos los poderes militares y civiles de las provincias de la Asia. Pompeyo se había mostrado austero en el gobierno de las provincias que tenía bajo su dominio y como general había tenido muchos éxitos y triunfos entre los cuales se encontraba la derrota de las últimas fuerzas piratas mientras se encontraba al cargo del ejército a Cilicia. En solo tres meses, consiguió someterlos, muchos de ellos se rindieron, y en vez de castigarlos siguiendo la tradición romana los trató con moderación y los estableció en ciudades despobladas.
Si se aprobaba la propuesta de Cayo Manilio, sería la primera persona desde la fundación de Roma que acumulaba tanto poder, por eso, muchos senadores se oponían. Entre los opositores se encontraban Quinto Lutacio Cátulo y Quinto Hortensio, que denunciaron el peligro que supondría otorgarle un poder ilimitado, que a la vez era incompatible con las instituciones romanas.
Durante las Guerras mitridáticas se había confiado la dirección del ejército romano a varios generales y todavía no habían conseguido el triunfo. Cayo Manilio propuso la investidura de Pompeyo debido a sus múltiples éxitos y triunfos en otras campañas bélicas.
En aquel momento, Cicerón era pretor del pueblo romano. Desde el inicio de su carrera política había ido contra la oligarquía representada por Sila y sus leyes. Necesitaba alguien que encarnara estos ideales para impulsar su carrera política hacia el consulado, el cual consiguió en 63 a. C. Por este motivo, accedió a defender la Lex Manilia.

## Defensa
La defensa que pronunció Cicerón se basaba fundamentalmente en tres argumentos:
- La guerra era necesaria, puesto que los intereses, el bienestar y la gloria de Roma estaban en peligro.
- La guerra era difícil y de gran importancia, puesto que Mitrídates VI había ganado terreno. El ejército romano dirigido por Lucio Licinio Lúculo estaba en una situación crítica debido a la indisciplina.
- El único que podía ganar la guerra era Pompeyo, puesto que poseía no solo las calidades guerreras, militares y de liderazgo adecuados sino también buenas cualidades morales.

Los argumentos sobre los cuales planteó su propuesta eran sencillos pero conmovedores y tenían como objetivo principal potenciar el entusiasmo por Pompeyo que los oyentes ya tenían. Debido a sus triunfos, Pompeyo era tenido en gran consideración y aprecio por los ciudadanos. Esto era tanto así que se cree que la Lex Manilia hubiera sido aprobada sin la intervención de Cicerón.

## Estructura y contenido
Pro Lege Manilia se puede dividir en siete partes:
1. Exordio (1-3): se felicita de poder hablar al pueblo desde la tribuna de los oradores y expresa la importancia de aquello que expondrá a continuación.
2. Narración (4-5): expone que la provincia de Asia se ve amenazada por Mitrídates VI y Tigranes II; y que el ejército que se encuentra allá desea la llegada de un nuevo general capaz de conducirlos a la victoria.
3. División (6): se propone hablar de la naturaleza de la guerra, de su importancia y del general que tiene que dirigir la campaña militar.
4. Confirmación (6-49): desarrolla los temas mencionados en la división.
  - Sobre la naturaleza de la guerra: expone el peligro que corre la gloria del pueblo romano, el bienestar de los aliados, la riqueza y seguridad del Estado y los intereses de muchos ciudadanos.
  - Sobre la importancia de la guerra: muestra que se necesita un nuevo general porque la alianza entre Mitrídates VI y Tigranes hace peligrar la victoria romana.
  - Sobre la elección de un nuevo general: manifiesta que no hay ninguna opción mejor que Pompeyo debido a sus éxitos anteriores, sus habilidades militares y cualidades morales.
5. Refutación (50-63): responde las objeciones de Hortensio recurriendo al éxito de Pompeyo contra los piratas. Expone el caso de la lex Gabinia de piratis persequendis, que, a pesar de ser ilegal y anticonstitucional porque suprimía el poder del senado sobre las magistraturas, recibió un gran apoyo. Contesta las reservas de Cátulo afirmando que la Lex Manilia no es contraria al uso romano.
6. Conclusión (64-68): proclama que la elección de Pompeyo se impone por todos los motivos que ha presentado a lo largo del discurso.
7. Prerrogativas (69-71): exhorta a Cayo Manilio continuar con su propuesta y le promete su apoyo absoluto. Acaba proclamando su propio desinterés y la suya entrega al bien común.

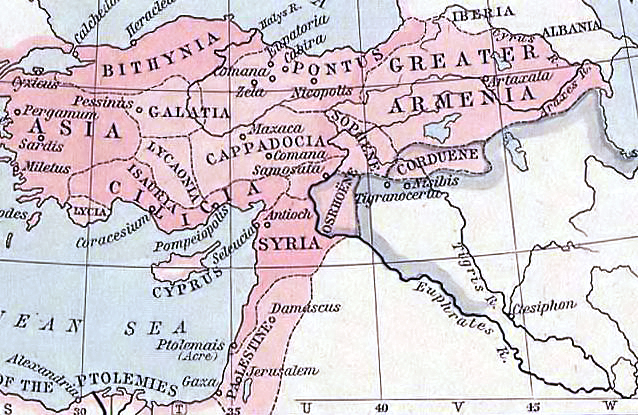
División de las provincias de Asia Menor hecho por Pompeyo

## Consecuencias
Logró potenciar el entusiasmo por Pompeyo que los oyentes ya tenían debido a que Pompeyo era tenido en gran consideración y aprecio por los ciudadanos. Esto era tanto así que se cree que la Lex Manilia hubiera sido aprobada sin la intervención de Cicerón. El discurso de Cicerón gustó. Pompeyo fue investido general del ejército.
Como general, la primera medida que tomó Pompeyo fue asegurarse la amistad del rey Fraates III de Partia, quien tenía poder sobre Tigranes. Mitrídates VI propuso la paz pero Pompeyo no la aceptó. Mitrídates se retiró con su ejército hacia la frontera de Armenia pero el ejército romano lo atacó; solo escaparon el rey y una pequeña parte del ejército. Mitrídates huyó. Pompeyo derrotó a Mitrídates y dejó organizadas las provincias de la Asia.

## Transmisión textual
Los códices que han transmitido este discurso son:
- Uno de los papiros de Oxirrinco del siglo V, el cual contiene breves fragmentos del discurso.
- El Palimpsestus Taurinensis (P) del siglo IV o V, que fue quemado en la biblioteca de Turín en 1904 debido a un incendio. Una de las hojas de este palimpsesto contendía un fragmento del discurso.
- El códice Harleianus 2682 (H) del siglo XI y redescubierto en el siglo XVIII. Actualmente se encuentra al British Museum pero había formado parte de la biblioteca de la Catedral de Colonia.
- El Efurtensis (E) del siglo XII o XIII, el cual fue corregido de manera arbitraria por parte del copista. Actualmente se encuentra en Berlín.
- El Tegernseensis (T) del siglo XI o XII. Le faltan los primeros cuarenta y seis párrafos pero esta carencia, la suple el códice Hildesheimensis (t), que es una copia entera del siglo XV del primero.
- El manuscrito Werdensis (W), actualmente desaparecido.
- El Bruxellensis 14492 (B) del siglo XVI, que contiene cincuenta y un párrafos del discurso pero tiene muchas interpolaciones y correcciones del copista.
- Muchos manuscritos del siglo XV con poca relevancia, puesto que derivan de estos que hemos comentado, especialmente del Tegernseensis (T).
- La tradición indirecta de este discurso se limita a los lemmes del scholiasta Gronouianus, que tienen muy poca importancia.